# Холивуд

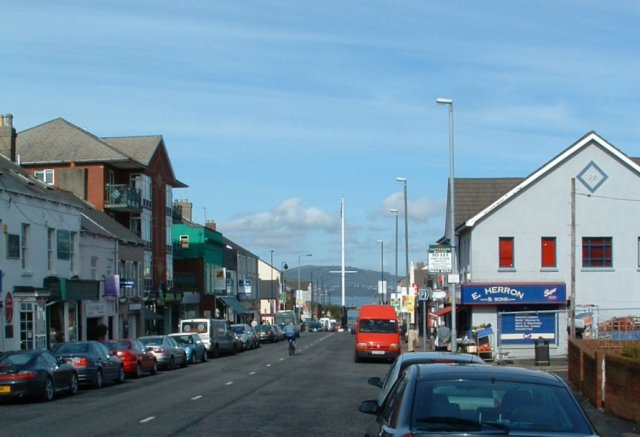
Центр города

Хо́ливуд (англ. Holywood, ирл. Ard Mhic Nasca) — средний город района Северный Даун, находящийся в графстве Даун Северной Ирландии.
Местная железнодорожная станция была открыта вместе со всей линией 2 августа 1848 года и закрыта для товароперевозок 24 апреля 1950 года.
Холивуд — родина известного гольфиста Рори Макилроя.

## Демография
Холивуд определяется Northern Ireland Statistics and Research Agency (NISRA) как городская агломерация.

## Образование
В городе расположена средняя школа, основанная Робертом Салливаном.
17 июня 1994 года в здание школы Салливана, в которой проходили выпускные экзамены, ворвался 46-летний Гарнетт Белл с огнемётом и попытался сжечь заживо находившихся в одном из классов учеников. Шестеро учащихся были госпитализированы (трое находились в тяжёлом состоянии). После ареста Белла полицией выяснилось, что за сутки до нападения при невыясненных обстоятельствах был сожжён дом брата Белла. Сам нападавший утверждал, что у него не сложилась жизнь и он обвинял в этом школу, в которой когда-то учился. За покушение на убийство Белл был приговорён к пожизненному лишению свободы; в феврале 1997 года его перевели в хоспис в связи с тем, что у него была диагностирована последняя стадия рака. 26 марта 1997 года Белл скончался в хосписе: перед смертью он просил разрешить ему встретиться с пострадавшими, но не получил от них никакого согласия.